# ری وایز
رِی وایز (انگلیسی: Ray Wise؛ زادهٔ ۲۰ اوت ۱۹۴۷) یک هنرپیشه اهل ایالات متحده آمریکا است.
از فیلم‌ها یا برنامه‌های تلویزیونی که وی در آن نقش داشته است می‌توان به اخراج ، مردان ایکس: کلاس اول، پلیس آهنی، باب رابرتز، توئین پیکس: با من بر آتش برو، گله، تعقیب، نبرد شیکر هایتس، سرعت زمینی، پولمن، گاو برانکس، شکاف و اطلس شورید: قسمت دوم اشاره کرد.